# Samuel Ramos
Samuel Ramos Magaña (Zitácuaro, Michoacán, 8 de junio de 1897-Ciudad de México, 20 de junio de 1959) fue un filósofo mexicano, académico y director de la Facultad de Filosofía y Letras de la Universidad Nacional Autónoma de México. Fue miembro de El Colegio Nacional. Son muy relevantes sus textos acerca de la identidad y la psicología del mexicano.

## Orígenes y educación
Nació en Zitácuaro, Michoacán, el 8 de junio de 1897. Sus padres fueron el médico Samuel Ramos Cortés y Socorro Magaña Motalván. De niño, Ramos comenzó a inculcarse cultura gracias a su padre que le leía a Homero, le leyó Don Quijote de la Mancha, Las mil y una noches, también le enseñaría gramática, geografía, historia, matemáticas, francés e inglés. Acostumbraban pasear por los bosques que estaban ubicados alrededor de su pueblo, el padre le leía fragmentos para que Samuel los volviera tema de composición literaria. Así creció Samuel, al lado de su culto padre, su hogar era la escuela. Hasta los nueve años, cuando su padre es titulado catedrático de Anatomía Descriptiva en la Escuela de Medicina de la ciudad de Morelia y tienen que mudarse a dicho lugar. Su padre, por cuestiones evidentes, no puede continuar educándolo y es inscrito a la primaria. Estudió la primaria en la ciudad de Morelia y posteriormente fue inscrito en el Colegio Primitivo y Nacional de San Nicolás de Hidalgo, donde estudió su preparatoria.
Por iniciativa de su padre, quien era médico, ingresó a estudiar medicina en su mismo colegio, pero al morir este, se trasladó a la Ciudad de México, donde, si bien se inscribió en la Escuela de Medicina, pronto empezó a ser oyente de las clases de filosofía de Antonio Caso en la Escuela Nacional de Altos Estudios, a la cual terminó inscribiéndose y donde finalizó sus estudios de filosofía en 1919. Inicialmente fue seguidor de las ideas de Caso, pero más adelante tomó una postura crítica hacia él.

## El camino previo a la filosofía
Sus estudios de preparatoria los hace en Morelia en el Colegio de San Nicolás de Hidalgo, la actual Universidad Michoacana de San Nicolás de Hidalgo. Ahí contribuye con pequeños artículos en las revistas Minerva y Ciencias y Letras, donde publicaban principalmente estudiantes de literatura del Colegio. En 1915, con 17 años de edad y cursando materias correspondientes a los últimos años de bachillerato es cuando tiene lugar el suceso que llevará a Samuel Ramos a hacerse la pregunta ¿qué papel desempeña la filosofía en mi vida?
Durante su estancia en el Colegio, conoce y comparte amistad con José Torres y Francisco Aranda, personas que le harán pensar en la filosofía como algo más que una materia. José Torres (siendo entonces el maestro de lógica, psicología, moral y sociología en el colegio de San Nicolás) llega a tener una relación cercana a Samuel Ramos (al ser este su alumno) que va más allá del simple vínculo maestro-estudiante. Cabe mencionar que José Torres mantenía un fuerte positivismo. Poco después de la relación construida con José Torres, comienza otra con un ex seminarista de la escuela de San Nicolás de nombre Francisco Aranda; al igual que Ramos, Aranda asistía a la lección de José Torres y después de esta, ambos (Ramos y Aranda) solían discutir acerca de aquella clase y algunas otras cuestiones filosóficas. Es a través de estas dos amistades de donde Samuel Ramos comienza a sentirse atraído por la carrera de filosofía y a partir de aquí "el valor de conocer se situó por encima de todos los valores".
En palabras del mismo Samuel Ramos: Por el año 1916 atravesaba yo una honda crisis espiritual. Durante mi adolescencia, una etapa en la que se toma muy en serio la vida, había descubierto la filosofía. Se me presentaba como un medio para librarme de una realidad que me hería, y construirme una mejor.
Pese a las influencias que tuvieron José Torres y Francisco Aranda, en 1915, al concluir sus estudios de bachillerato, Samuel Ramos ingresa a la escuela médico-militar en Michoacán para iniciar sus estudios en la carrera de médico cirujano pero únicamente permanecerá alrededor de dos años, pues la escuela se clausura debido a conflictos políticos de la época. Después de darse este suceso acompañado de la muerte de su padre, viene un profundo "renacer" para Samuel Ramos, pues decide abandonar Michoacán, y abrirse paso en la capital de la república.
En México, con ayuda de un modesto empleo de practicante, el joven Samuel continúa sus estudios en la Escuela Médico-Militar, aunque ya sin mucha fe en ellos. Cursa y aprueba el segundo y tercer año de medicina, hasta la caída del gobierno de Carranza en que abandona el empleo y se ve obligado a suspender sus estudios médicos. Durante este tiempo, es cuando Samuel Ramos, mientras estudiaba medicina, le llegó la fama de Antonio Caso, que tenía una gran reputación por su capacidad oratoria mientras exponía diversos temas filosóficos, acercando a gran número de espectadores. Samuel acude a las sesiones impartidas por este y será a partir de aquí, donde iniciará formalmente la relación de Samuel Ramos con la filosofía, pues Antonio Caso será quien despierte el verdadero deseo a Samuel Ramos de cursar la carrera de filosofía y abandone sus estudios en Medicina.

## Estudiante de filosofía
Entre 1918 y 1919 acude a la Escuela de Altos Estudios. Las obras de Ezequiel A. Chávez y de José Vasconcelos le generarán atracción por el tema de "lo mexicano". Mientras van pasando los años dentro de su nueva vocación, Ramos se percata del tono repetitivo de las clases de Caso. 

## Trabajo
Aproximadamente en el año 1920, por medio de Revista de Occidente, Ramos se pone en contacto con el movimiento español liderado por José Ortega y Gasset y profundiza en los pensamientos filosóficos que más influían en Europa de la primera mitad del siglo XX. Pensamientos como los de Franz Brentano, Heinrich Rickert, Oswald Spengler, Edmund Husserl, Max Scheler y de Wilhelm Dilthey. Pero realmente hay que decir que las influencias de Ramos son Caso, Vasconcelos, Ortega y Gasset, Pedro Henríquez Ureña, Husserl y Carl Johann Hartman.  
En 1921, Ramos es nombrado profesor de Problemas Filosóficos y de Ética en la Escuela Nacional Preparatoria, donde permanece hasta 1926, cuando viaja a Europa, donde estudió en la Sorbona, el Colegio de Francia y en Roma. En 1926 publica en la revista estridentista Horizonte «Sobre el "Saber y la cultura" de Max Scheler». Para 1927 publica en Ulises (revista) un ensayo que criticaba a su maestro Antonio Caso, titulado Antonio Caso, la campaña antipositivista (tiempo después este ensayo aparecerá en su primer libro Hipótesis, en 1928). A lo que Caso responde con un folleto que publica, titulado Ramos y yo, un ensayo de valoración personal. Ante todo esto, Ramos corta su relación con Caso, pero no niega que Caso es un punto de partida muy importante para el estudio de la filosofía y la vida intelectual en México.  
En 1932 fue nombrado oficial mayor de la Secretaría de Educación Pública (SEP); asimismo, ejerció el cargo de jefe del Departamento de Cooperación Intelectual de la misma dependencia.  
Posteriormente fue nombrado profesor de estética y de historia de la filosofía en la Universidad Nacional Autónoma de México, donde obtiene su doctorado en filosofía en 1944 y en 1945. En 1941, propuso e inició la cátedra sobre historia de la filosofía en México. Fue nombrado director de la Facultad de Filosofía y Letras, cargo que ejerció de 1944 a 1952. En el año de 1954 tomó el cargo de coordinador de Humanidades de la misma Universidad.

## Pensamiento
Su pensamiento está influido por la filosofía de los valores y por la del español José Ortega y Gasset así como de Alfred Adler, de quien toma el modelo psicológico centrado en las influencias del medio social y familiar en el carácter del sujeto. 
Fue una influencia importante para otros filósofos que continuaron sus ideas sobre la esencia del mexicano, como el caso del grupo de encabezado por Emilio Uranga y Leopoldo Zea, que denominaron "Hiperion" y que funcionó entre 1948 y 1952. Ramos a su vez continúa en la misma línea de pensamiento que José Vasconcelos, que inició un movimiento cuyo objetivo es la investigación del "alma mexicana", y la vuelta a los valores autóctonos. 
Ramos ve en el pelado a "la expresión más elemental y más claramente definida del carácter nacional".
Comprendió que la solución a problemas educativos, políticos y sociales no vendrían de sistemas ajenos a la realidad mexicana, es decir, la solución no viene por la imitación de métodos extranjeros. La respuesta tiene que venir del mexicano y su capacidad para pensar por sí mismo una solución propia.  Ramos pensaba que la filosofía es la conciencia de los problemas de la humanidad, de definirlos y plantearlos.
Su más polémica tesis, por la que es conocido y recibió múltiples críticas es la de la existencia de un "sentimiento de inferioridad" dentro del mexicano.

## Archivo Samuel Ramos
En la Biblioteca del Instituto de Investigaciones Filosóficas de la UNAM, se puede consultar el fondo documental que en su momento fue el archivo personal de Samuel Ramos. También existe el Archivo Samuel Ramos en donde se encuentran algunas fotos del filósofo así como la descripción de los documentos que componen el fondo documental.

## Obra
Su obra más representativa es "El perfil del hombre y la cultura en México", que es a su vez una obra de referencia obligada sobre la psicología colectiva de la sociedad mexicana. Otras de sus obras son:
- Hipótesis, de 1928.
- El caso Stravinsky, de 1929.
- El perfil del hombre y la cultura en México, en 1934.
- Estudios de estética: ensayo sobre Diego Rivera, en 1935.
- Hacia un nuevo humanismo, en 1940.
- Historia de la filosofía en México, en 1943.
- Veinte años de educación en México, en 1951.
- La filosofía de la vida artística, en 1955.
- El problema del a priori y la experiencia y las relaciones entre la filosofía y la ciencia, en 1955.
- Nuevo ensayo sobre Diego Rivera, en 1958.
- La filosofía de la vida artística, en 1963.